# 寻淮洲
寻淮洲（1912年8月29日—1934年12月15日），又名寻波，中国湖南浏阳人，中国工农红军将领，中华苏维埃共和国中央执行委员。

## 生平
寻淮洲1927年参加秋收起义，并加入中国共青团，1928年转入中国共产党，1929年升任红四军排长，因作战英勇，1930年即升任团长，12月30日，寻淮洲在第一次反围剿战争龙冈战斗中生擒国民革命军第十八师师长、前线总指挥张辉瓒。
1932年3月，寻淮洲升任红一军团红十五军45师师长，12月任红二十一军军长。1933年6月红军改编后，任红三军团第五师师长，同年10月调任红七军团军团长。
1934年7月，红7军团受命组成中国工农红军北上抗日先遣队，从中央苏区的东部出发，向闽、浙、赣、皖诸省国民党后方挺进，并曾一度攻占罗源、穆阳、庆元、清湖、常山等城镇。
1934年11月，与红十军会师后，两军整编为红十军团，因为与原红七军团政治委员乐少华颇有矛盾，寻被降职为第十九师师长。12月6日，寻淮洲所部绑架牧师师达能夫妇（John Cornelius Stam），勒索2万元未果，7日将师达能夫妇斩首，二月大的婴儿为当地教友所救。12月14日，寻淮洲在安徽黄山谭家桥的战斗中，寻亲率敢死队夺占制高点，中弹负重伤，次日身亡。

## 纪念
1938年5月新四军第一支队司令陈毅途经茂林时为寻淮洲所写碑文如下，现刻于泾县茂林镇寻淮洲烈士纪念碑上：
寻淮洲同志，湖南浏阳人，农家子，参加民十五年到十七年中国大革命，由农民自卫军追随毛泽东同志转入红军第四军，任战斗员排连营长之职，屡功晋升至红七军军团长。民国二十三年冬，随方志敏同志率抗日先遣队转战皖南谭家桥战役负伤，至茂林镇伤重不救身死。寻同志为红军青年将校，以游击战斗称著。毕生为革命利益、民族利益牺牲到底，在足为抗日战士之楷模。民二十七年夏，新四军出发东线杀敌，道经茂林，为修治墓道立碑以示不忘，且为完成其遗志而奋斗。目前抗日斗争已成为全国人民之神圣事业，国共两党由过去对立变为亲密合作一致对外，前线战局日益开展，全部胜利可期，中华民族独立解放之基础已奠，谨以此告慰寻同志。新四军全体指战员应更进一步以东线胜利、驱逐日寇回答先烈，庶几无愧。

陈毅谨志

新四军第一支队全体指战员敬立

中华民国二十七年五月十五日